# Cerberus Fossae

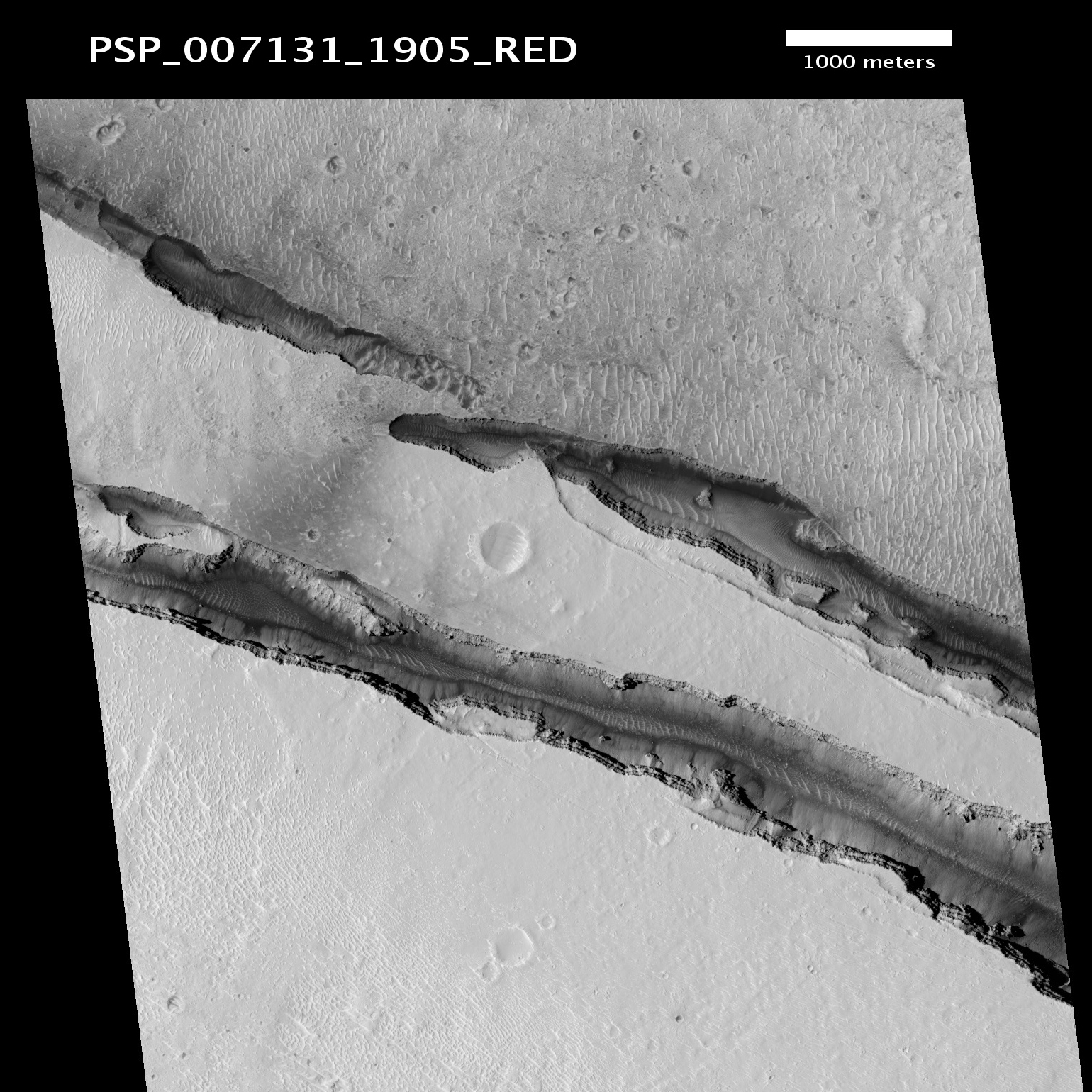
Imagen de Cerberus Fossae obtenida por HiRISE.

Cerberus Fossae (del latín: «fosas de Cerbero») son una serie de fisuras semiparalelas en Marte formadas por fallas que separaron la corteza en la región de Cerberus. Tienen 1235 km de diámetro y están centrados a 11,28 °N y 166,37 °O. Su latitud más septentrional es 16,16 °N y su latitud más meridional 6,23 °N. Sus longitudes más oriental y occidental son 174,72 °E y 154,43 °E, respectivamente. Se pueden ver en el cuadrángulo de Elysium.
Las ondulaciones que se ven en el fondo de las fallas son de arena soplada por el viento. La modelación numérica de las fuerzas en la corteza de Marte sugiere que la causa principal de la falla es la deformación causada por los volcanes de Tharsis hacia el este. Las fallas son bastante jóvenes y atraviesan accidentes ya existentes, como las colinas de Tartarus Montes y el faldón de lava al sureste de Elysium Mons. Se pensaba que la formación de las fosas habría liberado agua subterránea presurizada, previamente confinada por la criósfera, generando caudales de hasta 2 × 106 m³s-1, lo que dio lugar a la creación del Athabasca Valles. Marte Vallis es otro canal que supuestamente se habría formado a partir del agua liberada por Cerberus Fossae.
Sin embargo, las continuas investigaciones han demostrado que no existe una manera plausible de proporcionar tales descargas de agua a la superficie a través de estas fisuras. En lugar de eso, el fluido que surgió de la Cerberus Fossae fue lava. La inundación de lava tenía un volumen de unos 5000 kilómetros cúbicos, algo bastante típico en las erupciones de basalto en la Tierra. En estas altas descargas, la lava se comportaba como si fuera una inundación de agua. Parece haber erosionado modestamente partes de Athabasca Valles y luego llenó la cuenca del Cerberus Palus. Las placas de lava en este lago de lava temporal de 800 km por 900 km son notablemente similares en apariencia a las de hielo compacto que se ven en el Mar del Norte. El recuento de cráteres sugiere que esta última erupción del Cerberus Fossae tuvo lugar hace unos 2 a 10 millones de años. 